# 문민종
문민종(文敏鍾, 2003년 2월 12일 ~ )은 대한민국의 바둑 기사이다.

## 약력
경기도 군포시 출신이다. 2014년부터 한국기원 연구생으로 활동을 시작했고 2017년 제8회 영재입단대회를 통해 입단했다. 2018년 제6회 하찬석국수배 영재바둑대회 본선 16강과 제3회 미래의 별 신예최강전 본선 24강에 진출했다. 2019년 제7기 하찬석 국수배 영재바둑대회에서 우승을 차지했으며 2단으로 승단했다. 2020년 글로비스배 8강전에서 셰커 9단과 준결승 랴오위안허, 결승 단판승부에서 리웨이칭 8단을 꺾으며 우승 하게 되는 엄청난 파란을 연출했다. 2020년에 3단을 거쳐 2021년에 4단과 5단으로 각각 승단했다.